# Solisorex pearsoni
Solisorex pearsoni es una especie de musaraña de la familia Soricidae. Es la única especie del género  Solisorex.

## Distribución geográfica
Es endémica del centro de Sri Lanka.